# خیابان‌های سان‌فرانسیسکو
خیابانهای سانفرانسیسکو (انگلیسی: The Streets of San Francisco) نام مجموعه تلویزیونی آمریکایی است که در ۱۲۱ قسمت ۴۵ دقیقه‌ای و دو فیلم تلویزیونی ۹۰ دقیقه ای با تهیه کنندگی کوین مارتین از ۱۶ سپتامبر ۱۹۷۲ تا ۹ ژوئن ۱۹۷۷ از شبکه ABC پخش شد.

## داستان
ستوان مایک استون و همکار جوانش استیو کلر همه جا در سانفرانسیسکو در پی تبهکاران و خلافکارانند. دوستی آنان و ماجراهای ساده این مجموعه از ویژگی‌های آن است.

## بازیگران

### اصلی
- کارل مالدن در نقش «مایک استون»
- مایکل داگلاس در نقش «استیو کلر»

### بازیگران مهمان
- دین استاکول
- پرنل رابرتز
- ادموند اوبرایان
- ریکی نلسون
- ران گلس
- سوزان دی
- ماریون روس
- ون ویلیامز
- دان جانسون
- تام سلک
- لسلی نیلسن
- جیمز وودز
- نیک نولتی
- آرنولد شوارتزنگر
- مارتین شین
- دابنی کلمن
- دیوید وین
- ورا مایلز
- برندا واکارو
- پتی دوک
- دنور پیل
- دان کیفر
- جان ریتر
- رابرت واگنر
- دیک وان پاتن
- مارک همیل
- استفانی پاورز
- لری هگمن
- تیم اکونر
- بیل بیکسبی
- ایو مک‌وی
- نورمن فل
- آنتونی گاری
- مایکل کنستانتین
- پل مایکل گلیسر
- دیوید سول
- لوتر ادلر
- مریدیت بکستر
- دایانا داگلاس
- رابرت اف سیمون
- جوزف وی. پری
- آن-ماری مارتین